# MTV Movie Awards 2002
Die MTV Movie Awards 2002 war die insgesamt elfte Movie-Awardshow des Musiksenders MTV, die am 6. Juni 2002 in Los Angeles, Kalifornien, stattfand. Die Moderatoren des Abends waren Sarah Michelle Gellar und Jack Black. Musikalische Auftritte gab es von The White Stripes, Kelly Osbourne und Eminem.
Im Gegensatz zu den vorangegangenen Movie Awards gab es 2002 vier neue Kategorien: Favorite Line, Bester Cameo-Auftritt, Bestes Outfit und Bester Musik-Moment.
Die Kategorie Bester Song verschwand, wohingegen die Beste Tanz-Sequenz-Kategorie wieder eingeführt wurde. Die Kategorie Bestes On-Screen Duo wurde in Bestes On-Screen Team umbenannt.

## Kategorien, Nominierungen und Gewinner

### Bester Film
Der Herr der Ringe: Die Gefährten (The Lord of the Rings: The Fellowship of the Ring)
- Black Hawk Down
- Natürlich blond (Legally Blonde)
- Shrek – Der tollkühne Held (Shrek)
- The Fast and the Furious

### Bester Schauspieler
Will Smith – Ali
- Russell Crowe – A Beautiful Mind
- Vin Diesel – The Fast and the Furious
- Josh Hartnett – Pearl Harbor
- Elijah Wood – Der Herr der Ringe: Die Gefährten (The Lord of the Rings: The Fellowship of the Ring)

### Beste Schauspielerin
Nicole Kidman – Moulin Rouge (Moulin Rouge!)
- Kate Beckinsale – Pearl Harbor
- Halle Berry – Monster’s Ball
- Angelina Jolie – Lara Croft: Tomb Raider
- Reese Witherspoon – Natürlich blond (Legally Blonde)

### Bester Newcomer
Orlando Bloom – Der Herr der Ringe: Die Gefährten (The Lord of the Rings: The Fellowship of the Ring)
- DMX – Exit Wounds – Die Copjäger (Exit Wounds)
- Colin Hanks – Nix wie raus aus Orange County (Orange County)
- Daniel Radcliffe – Harry Potter und der Stein der Weisen (Harry Potter and the Philosopher’s Stone)
- Paul Walker – The Fast and the Furious

### Beste Newcomerin
Mandy Moore – Nur mit Dir – A Walk to Remember (A Walk to Remember)
- Penélope Cruz – Blow
- Anne Hathaway – Plötzlich Prinzessin (The Princess Diaries)
- Shannyn Sossamon – Ritter aus Leidenschaft (A Knight’s Tale)
- Britney Spears – Not a Girl (Crossroads)

### Bestes On-Screen Team
Vin Diesel & Paul Walker – The Fast and the Furious
- Casey Affleck, Scott Caan, Don Cheadle, George Clooney, Matt Damon, Elliott Gould, Eddie Jemison, Bernie Mac, Brad Pitt, Shaobo Qin & Carl Reiner – Ocean’s Eleven
- Jackie Chan & Chris Tucker – Rush Hour 2
- Cameron Diaz, Eddie Murphy & Mike Myers – Shrek – Der tollkühne Held (Shrek)
- Ben Stiller & Owen Wilson – Zoolander

### Bester Filmschurke
Denzel Washington – Training Day
- Aaliyah – Königin der Verdammten (Queen of the Damned)
- Christopher Lee – Der Herr der Ringe: Die Gefährten (The Lord of the Rings: The Fellowship of the Ring)
- Tim Roth – Planet der Affen (Planet of the Apes)
- Zhang Ziyi – Rush Hour 2

### Bester komödiantischer Auftritt
Reese Witherspoon – Natürlich blond (Legally Blonde)
- Eddie Murphy – Shrek – Der tollkühne Held (Shrek)
- Mike Myers – Shrek – Der tollkühne Held (Shrek)
- Seann William Scott – American Pie 2
- Chris Tucker – Rush Hour 2

### Bester Kuss
Jason Biggs & Seann William Scott – American Pie 2
- Colin Firth & Renée Zellweger – Bridget Jones – Schokolade zum Frühstück (Bridget Jones’s Diary)
- Nicole Kidman & Ewan McGregor – Moulin Rouge (Moulin Rouge!)
- Mia Kirshner & Beverly Polcyn – Nicht noch ein Teenie-Film! (Not Another Teen Movie)
- Heath Ledger & Shannyn Sossamon – Ritter aus Leidenschaft (A Knight’s Tale)

### Beste Action-Sequence
Pearl Harbor
- Black Hawk Down
- The Fast and the Furious
- Der Herr der Ringe: Die Gefährten (The Lord of the Rings: The Fellowship of the Ring)

### Bester Kampf
Jackie Chan & Chris Tucker vs. die Hong Kong Gang – Rush Hour 2
- Angelina Jolie vs. den Roboter – Lara Croft: Tomb Raider
- Christopher Lee vs. Ian McKellen – Der Herr der Ringe: Die Gefährten (The Lord of the Rings: The Fellowship of the Ring)
- Jet Li vs. sich selbst – The One

### Bester Musik-Moment
Nicole Kidman & Ewan McGregor – Moulin Rouge (Moulin Rouge!)
- Nicole Kidman – Moulin Rouge (Moulin Rouge!)
- Heath Ledger & Shannyn Sossamon – Ritter aus Leidenschaft (A Knight’s Tale)
- Chris Tucker – Rush Hour 2

### Beste Line
"Oh, I like your outfit too, except when I dress up as a frigid bitch, I try not to look so constipated" - Reese Witherspoon – Natürlich blond (Legally Blonde)
- "King Kong ain’t got nuthin on me" Denzel Washington – Training Day
- "Oh, it’s already been brought !" Jaime Pressly – Nicht noch ein Teenie-Film (Not Another Teen Movie)
- "There’s more to life than just being really, really, really ridicuously good looking" Ben Stiller – Zoolander
- "We graduated high school. How totally amazing" Thora Birch – Ghost World
- "Yeah, I kind of super glue myself, to, uh, myself" Jason Biggs – American Pie 2

### Bester Cameo-Auftritt
Snoop Dogg – Training Day
- David Bowie – Zoolander
- Dustin Diamond – Made
- Charlton Heston – Planet der Affen (Planet of The Apes)
- Kylie Minogue – Moulin Rouge (Moulin Rouge!)
- Molly Ringwald – Nicht noch ein Teenie-Film (Not Another Teen Movie)

### Bestes Outfit
Reese Witherspoon – Natürlich blond (Legally Blonde)
- Thora Birch – Ghost World
- George Clooney – Ocean’s Eleven
- Will Ferrell – Zoolander
- Britney Spears – Not a Girl (Crossroads)
- Ben Stiller – Zoolander

### Bester neuer Filmproduzent
Christopher Nolan – Memento